# Сова, Александр Георгиевич
Александр Георгиевич Сова (укр. Олександр Георгійович Сова; род. 29 мая 1972 года, Мена, Черниговская область) — украинский частный предприниматель, политик.
Народный депутат Украины IX созыва.

## Биография
Образование общее среднее. Учился на инженерно-физическом факультете Национального технического университета Украины «Киевский политехнический институт имени Игоря Сикорского».
Он является соучредителем и директором ООО «Сова-Консалтинг» и ФОП «Сова Александр Георгиевич» (специализируются на деятельности агентств по трудоустройству и на оптовой торговле).
Сова занимался продажей и дистрибуцией ювелирных украшений. Работает на рынке ювелирных изделий с 2000 года.
Владелец ювелирного бренда SOVA.

## Политическая деятельность
Кандидат в народные депутаты от партии «Слуга народа» на парламентских выборах 2019 года, № 70 в списке. На время выборов: физическое лицо-предприниматель, беспартийный. Проживает в Киеве.
Член Комитета Верховной Рады по вопросам финансов, налоговой и таможенной политики, председатель подкомитета по вопросам таможенного дела.